# BlackCar
Blackcar (ou Black Car, separado, como em algumas citações) é uma banda de rock inglesa formada em 2002 pelos irmãos Thomas e Daniel Glendining, remanescentes da banda Headswim. O guitarrista Patrick West e o baixista Caz completaram a formação original do quarteto.

## Carreira
A banda gravou seu primeiro trabalho Blackcar em 2002, lançado pelo selo britânico Altered States. O disco foi produzido pelo inglês Paul Stacey, que já havia trabalhado com Oasis e The Black Crowes. O primeiro single, "Asleep at the Wheel", foi lançado em junho de 2003. O álbum ainda contém a faixa "Come On Home", regravada em 2005 pela cantora australiana Natalie Imbruglia em seu terceiro álbum de estúdio Counting Down the Days, que chegou ao #1 no Reino Unido. 
O segundo disco da banda começou a ser produzido em 2005. Logo em 2006, foi adicionada a sua página oficial no Myspace a faixa "Hotel", uma demo do novo álbum. Posteriormente, outras faixas foram publicadas na página, como amostras do novo trabalho: "Altar" (2007), "Magnetic Fields" (2008) e "Ghosts" (2009). 
Após um longo período de espera, Last Scene Rushes o segundo álbum da banda, foi lançado em setembro de 2010. No entanto, após algumas apresentações ao vivo como um trio, sem Caz, e do lançamento do vídeo de "Start Again Tomorrow" em janeiro de 2012, a banda se dissipou, não produzindo mais nada juntos.
Em 2017, Tom e Dan se reuniram para uma série de shows na Inglaterra. Os irmãos voltaram a se apresentar juntos como Blackcar em 2024, em um concerto em Londres.

## Discografia
EPs
- Asleep at the Wheel (2003)

Álbuns
- Blackcar (2004)
- Last Scene Rushes (2010)